# Stensele kyrka
Stensele kyrka är en kyrkobyggnad i Stensele i Luleå stift. Den är församlingskyrka i Stensele församling.

## Kyrkobyggnaden
Redan vid mitten av 1800-talet blev den gamla kyrkan för liten när församlingens folkmängd ökade, och det fattades ett beslut om att bygga en ny kyrka. Missväxtåren 1867–1869 och hungersnöd gjorde emellertid att bygget inte startade förrän på 1880-talet. Allt virke avverkades i kyrkans närhet av sockenmännen, som hade skyldighet att göra dagsverken genom att hugga timmer till bygget.
Kyrkan invigdes den 29 augusti 1886. Då hade hela bygget (inklusive orgelverk) kostat totalt 70 000 kronor (omkring 4–4,5 miljoner kronor i penningvärde 2012). Arkitekt var Fredrik Ekberg. Kyrkan sägs vara Sveriges största träkyrka, och har plats för 2000 personer (1800 sittande och 200 stående). Den har ofta kallats Lappmarkens katedral.
Till planen är byggnaden en långkyrka med västtorn och till sektionen en treskeppig basilika med sidoläktare och orgelläktare. Kyrkans totala längd är 46 meter och bredden 18 meter. Fasaderna är klädda med stående panel. Takfallen och den höga spiran är plåtbeklädda. Stommen är en stolpkonstruktion och till långhuset gick det åt 2000 löpmeter timmer, vilket motsvarar omkring 400—500 furor.
Kyrkan renoverades 1934, då den nuvarande altarmålningen tillkom, utförd av konstnären Gerda Höglund från Stockholm. Hon stod också för utförandet av de tre blyinfattade korfönstren som vid samma tillfälle utsmyckades med treenighetssymboler, i färgat glas. Kyrkans färgsättning är gjord av Steen Flemming. En mindre restaurering gjordes även 1977.

## Inventarier
- Dopfunt från den gamla kyrkan.

### Orgel
- 1886 bygger Nils Oskar Alm, Boden en orgel med 10 stämmor, en manualer och pedal.
- Den nuvarande orgeln är byggd 1955 av Grönlunds Orgelbyggeri AB, Gammelstad och är en mekanisk orgel.

| Huvudverk I      | Öververk II       | Pedal          | Koppel |
| Principal 8'     | Rörflöjt 8'       | Subbas 16´     | I/P    |
| Gedacktpommer 8' | Kvintadena 8'     | Koralbas 8´    | II/P   |
| Oktava 4'        | Principal 4'      | Gedackt 8'     | II/I   |
| Rörflöjt 4'      | Spetsflöjt 4'     | Nachthorn 4'   |        |
| Kvinta 2 2/3'    | Blockflöjt 2'     | Flöjt 2'       |        |
| Oktava 2'        | Nasard 1 1/3'     | Rauschkvint IV |        |
| Mixtur V         | Sifflöjt 1'       | Fagott 16'     |        |
| Terzcymbel II    | Scharf III        | Saklmeja 4'    |        |
| Trumpet 8'       | Dulcian 8'        |                |        |
|                  | Tremulant         |                |        |
|                  | Crescendosvällare |                |        |

#### Kororgel
- Kororgeln är byggd 1985 byggd av Grönlunds Orgelbyggeri AB, Gammelstad och är en mekanisk orgel.

| Manual       | Pedal | Koppel |  |
| Gedackt 8’   |       |        |  |
| Rörflöjt 4’  |       |        |  |
| Principal 2’ |       |        |  |